# Nepociano
Flávio Júlio Nepociano (em latim: Flavius Iulius Popilius Nepotianus Constantinus) foi um membro da Dinastia constantiniana e um usurpador romano por um breve período, governando na cidade de Roma por apenas vinte e oito dias até Marcelino, general do também usurpador Magnêncio, acabar com a sua vida.

## História
Nepociano era filho de Eutrópia, meia-irmã do imperador Constantino I (r. 306–337), e de Vírio Nepociano. Por parte de mãe, era neta do imperador Constâncio Cloro e de Flávia Maximiana Teodora, da dinastia constantiniana.
Após a revolta de Magnêncio, Nepociano autoproclamou-se imperador e invadiu Roma à frente de um grupo de gladiadores em 3 de junho de 350. Depois de tentar resistir sem sucesso à frente de uma força pouco disciplinada de cidadãos romanos, o derrotado prefeito urbano (ou Anício ou ainda Aniceto), aliado de Magnêncio, fugiu.
Magnêncio imediatamente enfrentou a situação enviando o seu mestre dos ofícios de confiança, Marcelino para Roma. Segundo o historiador Eutrópio, Nepociano morreu combatendo em 30 de junho, sua cabeça foi posta numa lança e desfilada ao redor da cidade. Nos dias seguintes, durante a perseguição aos aliados do finado usurpador, Eutrópia e muitos senadores foram assassinados. 